# Yampier Hernández
Yampier Hernández Gonzales (* 30. August 1984 in Havanna) ist ein kubanischer Boxer. Hernández war Bronzemedaillengewinner der Olympischen Spiele 2008, Silbermedaillengewinner der Panamerikanischen Meisterschaften 2009 und Panamerikanischer Meister 2008. 

## Karriere
Bis 2007 musste sich Hernández national immer dem international sehr erfolgreichen Yan Barthelemí geschlagen geben. Nachdem dieser ins Profigeschäft gewechselt war, wurde Hernández erstmals international eingesetzt und 2007 und 2008 auch kubanischer Meister im Halbfliegengewicht (-48 kg). 
2007 startete Hernández bei den Panamerikanischen Spielen in Rio de Janeiro, schied jedoch bereits im Viertelfinale gegen Luis Yáñez, USA (11:8), aus. Im Folgejahr wurde er in Cuenca Panamerikanischer Meister. Beim 2. Qualifikationsturnier für Nord- und Südamerika für die Olympischen Spiele 2008 konnte er sich bis ins Halbfinale vorkämpfen, in welchem er gegen den Dominikaner Winston Méndez Montero verlor. Im folgenden Kampf um Platz drei konnte er sich gegen den Kolumbianer Oscar Negrete Padilla durchsetzen und qualifizierte sich damit für die Olympischen Spiele 2008. Dort unterlag er nach Siegen über Scheralij Dostijew, Tadschikistan (12:1), Heorhij Tschyhajew, Ukraine (21:3), und Paulo Carvalho, Brasilien (21:6), erst im Semifinale dem Mongolen Pürewdordschiin Serdamba (+8:8) und erkämpfte sich damit die Bronze-Medaille.
2009 stieg Hernández ins Fliegengewicht (-51 kg) auf und verlor im Finale der kubanischen Meisterschaften gegen Marcos Forestal. Trotzdem startete er bei den Panamerikanischen Meisterschaften, bei denen er das Finale erreichte, welches er gegen Braulio Ávila, Mexiko (8:7), verlor. Bei den Weltmeisterschaften im selben Jahr schied Hernández im Viertelfinale gegen McWilliams Arroyo, Puerto Rico (6:2), aus. 2010 schied er bei den nationalen Meisterschaften bereits in der Vorrunde aus und 2011 startete er im Bantamgewicht (-56 kg) und schied ebenfalls frühzeitig aus.